# Naruto Shippuden-afsnit
Naruto Shippuden er anden del af anime'en Naruto. Fortællingen starter 2,5 år efter, at Naruto Uzumaki forlod Konoha sammen med sin nye sensei, Jiraiya. Han er nu vendt tilbage, men møder nu et hav af endnu svære missioner, end han havde prøvet indtil nu. Akatsuki, en ond organisation, forsøger nemlig at indsamle alle de halede dæmoner, inklusiv den, som Naruto har i sig.

## Sæson 1 (2007)
| Nr. i serie | Nr. i sæson | Dansk titel Japansk titel                                                                                | Japansk visning    | Dansk visning       |
| --- | ----------- | --- | ------------------ | ------------------- |
| 1 | 1           | "Kikyō" 'Hjemkomst' (帰郷)                                                                               | 15. februar 2007   | Ikke vist i Danmark |
| 2 | 2           | "Akatsuki, Shidō" 'Akatsumi tager sin tur' (暁, 始動)                                                    | 15. februar 2007   | Ikke vist i Danmark |
| 3 | 3           | "Shugyō no Seika" 'Træningens resultat' (修業の成果)                                                     | 22. februar 2007   | Ikke vist i Danmark |
| 4 | 4           | "Suna no Jinchūriki" 'Sandets Jinchuriki' (砂の人柱力)                                                   | 1. marts 2007      | Ikke vist i Danmark |
| 5 | 5           | "Kazekage to shite...!" 'Kazekagen står stolt' (風影として...!)                                          | 15. marts 2007     | Ikke vist i Danmark |
| Episode 5 er, som de foregående, klippet mellem Sakura og Naruto, til Gaara og Deidara. Naruto og Sakura har lige besejret Kakashi og Tsunade annocerer, at Sakura, Kakashi og Naruto fremover vil gå under navnet Team Kakashi. For at fejre dette tager Kakashi dem med af sted mod Ichi Raku's Rammen butik (nuddelsuppe butik). På vejen støder Jiraiya på dem og fortæller Kakashi, at han vil kigge lidt efter Akatsuki og se, hvad han kan finde ud af dem. Samtidig kæmper Gaara en brav kamp for at holde Deidara væk fra byen. Han præsterer at knuse Deidaras venstre arm, men det går tilsyneladende ikke ham på. Deidara noterer sig blot, at det sand der knuste hans arm, var fra Gaaras Ultimative forsvar-jutsu. Til sidst kaster han sin sidste lerbombe, som forstørres mange gange op og lader den eksploderer lige over jorden ved byen. |             | |                    |                     |
| 6 | 6           | "Norumakuriā" 'Missionen fuldført' (ノルマクリアー)                                                      | 29. marts 2007     | Ikke vist i Danmark |
| Naruto er taget til Ichi Rakus Rammen butik, hvor både Itchi Raku og Iruka vil give ham en omgang, og Sakura er taget på en anden restaurant, da Naruto ikke havde penge til at give en omgang. Gaara præsterer at lave et skjold over byen, så ingen kommer noget til, men det tapper så meget chakra, at han ikke opdager, at Deidara har sendt noget ler efter ham, som eksploderer i hullet på hans Ultimative forsvar-jutsu. Gaara når dog at lukke hullet, men da det var en del i Deidaras plan kunne han lade nogle små lerklumper komme ind i Gaaras kugle. Herefter eksploderer hele kugle, dog uden at briste hvilket betyder, at Gaara tager hele trykket. Og da det hele hans kugle smuldrer skyder hele byen med alt hvad de har mod Deidara, så Gaara ikke bliver taget. Men Gaara er løbet tør for chakra og han besvimer, og Deidara griber ham på vej ned. Han noterer også, at det var en del sværere end ventet, at skulle tage ham til fange i live. |             | |                    |                     |
| 7 | 7           | "Hashire Kankurō" 'Løb, Kankuro' (疾走れカンクロウ)                                                      | 29. marts 2007     | Ikke vist i Danmark |
| Kankuro, Gaara's bror, sætter i forfølgelse på Deidara, og end ikke nogle små bomber stopper hans forfølgelse. Sunagakure, Byen skjult i sandet, sender da en besked til Konoha om hjælp. Da Kankuro endelig når Deidara og hans makker, Sasori, trækker han tre dukker frem og gør sig klar til kamp. Sasori udløser en metalhale fra sin store kappe og gør ligeledes klar til kamp. |             | |                    |                     |
| 8 | 8           | "Shutsugeki, Kakashi-han" 'Team Kakashi, udsendt' (出撃, カカシ班)                                       | 12. april 2007     | Ikke vist i Danmark |
| Hastemeddelelsen fra Sunagakure når frem til Konoha og det viser sig, at det er en niveau 1 nødhjælps besked. Team Kakashi bliver sendt på mission for at assistere Sunagakure. Da de skal til at forlade byen, kommer Jiraiya forbi og fortæller Naruto, at han aldrig må bruge den evne. Kankuro kæmper sit livs kamp, og lige som han tror, at han har slået Sasori, besejrer Sasori alle Kankuros dukker. Han fortæller, at det var ham der lavede dukkerne han derfor kender alle de svage steder på dukkerne. Derefter rammer han Kankuro med en gift, der paralyserer hans krop. Sasori fortæller, at Kankuro har mindre end tre dage at leve i, og det vil blive et sandt smertehelvede. |             | |                    |                     |
| 9 | 9           | "Jinchūriki no Namida" 'Jinchurikiens tårer' (人柱力の涙)                                                | 12. april 2007     | Ikke vist i Danmark |
| Naruto, Sakura og Kakashi haster af sted til Sunugakure og samler på vejen Temari, Gaaras søster, op. Herefter begynder Naruto at blive mere og mere rastløs, da han mener alle ser ham selv og Gaara som monstre, pga. de halede dæmoner de har i sig. Sakura fortæller Naruto, at hun ikke bare har siddet på sin flade de sidste 2,5 år; hun har læst og stjålet fra Tsunades bibliotek, hvor der stod noget om Akatsuki og har fundet ud af, at Sasuke's bror, Itachi Uchiha, er medlem af Akatsuki og de er ude efter Naruto. Og efter som Sasuke leder efter Itachi, vil det måske være lettere, hvis de også begyndte at lede efter ham. Kankuro bringes tilbage til Sunugakure. Man finder ud af, at ingen modgift har for giften i hans krop og Kankuro præsterer kun lige at lige at nævne Sasoris navn. Efter det kontaktes de to ærede tvillinger. Chiyo, den ene af de to tvillinger ønsker dog ikke at hjælp, men kun at se sit barnebarn. Men da hun får at vide, at hendes barnebarn, Sasori, er medlem af Akatsuki, fanger det lige pludselig hendes opmærksomhed. Da Sasori endnu engang skændes med Deidara blæser vinden hans maske til side og viser, at hans mund er ligesom en Kankuros dukker. |             | |                    |                     |
| 10 | 10          | "Fūin Jutsu: Genryū Kyū Fūjin" 'Forsejlingsteknik: fantomdragens ni fortærende sejl' (封印術·幻龍九封尽) | 19. april 2007     | Ikke vist i Danmark |
| Team Kakashi er på vej mod Sand-byen, men der er stadig en dag til, at de kan nå frem. Samtidig sender Tsunade Team Gai af sted, der selv tror, at de kan reducere de 2-3 dage til en eller en halv dag. Chiyo ser til Kankuro, men hun har heller aldrig set noget lignende. Baki fortæller dog, at de har sendt bud efter en specialist, Sakura, fra Konoha, men Chiyo synes ikke om folk ude fra. Hun vil hellere have, at de selv trænede nogle ordnelige ninjaer. Da Team Kakashi endelig ankommer, ser Chiyo med det samme Kakashi og udbryder: "Dig - Den hvid hugtand" og begynder at løbe imod ham skrigende: "Forsvar dig selv, eller dø!". Sasori og Deidara når frem til deres skjulested og møder dér et hologram af Pain. Senere dukker 6 andre hologrammer op (resten af Akatsuki og de begynder et ritual, som de siger vil tage 3 dage og tre nætter; Forseglnings jutsu: Ni fantom drager. |             | |                    |                     |
| 11 | 11          | "Iryō Ninja no Deshi" 'Lægeninjaens lærling' (医療忍者の弟子)                                            | 26. april 2007     | Ikke vist i Danmark |
| Chiyo's angreb viser sig dog at være uberettiget, da Den Hvide Hugtand døde mange år siden, hvilket Chiyo havde glemt. Men vi lærer hurtigt, at det skyldes, at Kakashi er søn af den, Chiyo troede Kakashi var. Sakura præsterer at fjerne det meste af den gift der var i kroppen på Kankuro, men har brug for nogle ingredienser, for at fjerne det hele og lave en modgift. Da Kankuro endelig kommer sig en smule og kan tale fortæller han, at han fik en smule af Sasoris maske og Kakashi bruger sin ninja hunde til at spore ham. Samtidig ved Akatsuki's skjulested, er Gaara ved at få trukket noget sin dæmon ud af sig. |             | |                    |                     |
| 12 | 12          | "Inkyo Babā no Ketsui" 'Den pensionerede bedstemors beslutsomhed' (隠居ババアの決意)                     | 3. maj 2007        | Ikke vist i Danmark |
| Pakkun, én af Kakashis ninjahunde, løber Team Gai i møde og fortæller dem en ny position - der hvor Akatsuki har deres skjulested. Men hvad de ikke ved er, at de bliver aflyttet af Zetsu. Da han melder dette sendes Kisame af sted med 30 % af sin energi. Da Zetsu også får øje på Team Kakashi, sendes Itachi Uchiha efter dem. |             | |                    |                     |
| 13 | 13          | "Innen Aimamieru" 'Et møde med skæbnen' (因縁あいまみえる)                                               | 10. maj 2007       | Ikke vist i Danmark |
| Itachi står foran Team Kakashi og Chiyo og de snakker nu strategi, mens Itachi ser på. Chiyo har et ordsprog mod genjutsu brugere der siger: "Kæmper man alene, forlader man stedet - kæmper man flere angriber man fra siden". Men Kakashi bryder ind, da Itachi ikke bruger "normal" genjutsu - han bruger Mangekyo Sharingan; en øjeteknik, der på et splitsekund sender én i et smertehelvede, der i reeltid varer ét sekund, men føles som timer eller dage. Da de begynder peger Itachi på Naruto, men Kakashi stormer frem, mens én af Itachis skyggekloner løber forbi Kakashi mod Naruto. Naruto bruger sin Rasengan mod den, men da den forsvinder ligger alle pludselig ned og De bliver alle til Itachi Samtidig møder Team Gai Kisame i kamp, hvor Kisame producerer en masse vand og skylder store bølger mod sine modstandere. Da de endelig begynder at angribe fanger Kisame Lee, Tenten og Neji i et vandfængsel (en kugle af vand, hvor man ikke kan få vejret, og ikke kan slippe ud af, før angriberen slipper det). |             | |                    |                     |
| 14 | 14          | "Naruto no Seichō" 'Narutos modning' (ナルトの成長)                                                      | 17. maj 2007       | Ikke vist i Danmark |
| Kampen raser mellem Gai Sensei og Kisame og Gais elever holdes stadig fanget i deres vandfængsler. Gai er nødt til at gøre noget drastisk, da hans nunchaku ikke har den store effekt mod Kisame. Han vælger derfor at åbne de 6 første porte, hvilket udløser en enorm mængde energi, og han får på den måde reddet sine elever fra druknedøden. Samtidig er Naruto blevet klar over, at han er fanget i Itachis genjutsu, dog kun den normale genjutsu. Et flashback viser Jiraiya lære Naruto, hvordan han håndtere situationer, hvor han fanges i en genjutsu - han bruger derfor denne teknik - men virker det? |             | |                    |                     |
| 15 | 15          | "Kakushidama Nazukete" 'Det hemmelige våben hedder...' (隠し玉 名付けて...!)                             | 24. maj 2007       | Ikke vist i Danmark |
| Naruto begynder at se underlige ting i genjutsu'en, men bliver reddet af Sakura og Chiyo. Kakashi bliver dog indespærret i en genjutsu, men da det er en klon, har det ingen effekt. Så Naruto angriber med sin nye Rasengan. Flashback: Jiraiya fortæller Naruto, at det er på tide at udvikle sin Rasengan til noget helt nyt. Men da Naruto rammer med sin nye jutsu smiler Itachi blot, og da han lander er han forvandlet til forræderen fra Sunugakure, Yura. Gai uddeler prygl til Kisame, men da han laver forvandler Kisame sig til en anden person, som ingen har set før. |             | |                    |                     |
| 16 | 16          | "Jinchūriki no Himitsu" 'Jinchurikiens hemmelighed' (人柱力の秘密)                                       | 31. maj 2007       | Ikke vist i Danmark |
| Hverken Team Gai eller Team Kakashi forstår, hvordan deres modstandere kunne blive byttet. Chiyo fortæller om Jinchuriki og hvordan man blev en sådan og at de skal skynde sig til Gaara, da vil dø når den hallede dæmon bliver trukket ud. I mellemtiden diskuterer Sunugakures højeste råd, om de skal nominerer en ny kazekage. Både Team Gai og Team Kakashi beslutter sig for at holde en lille pause, så de kan møde deres fjende med fuld styrke. |             | |                    |                     |
| 17 | 17          | "Gaara Shisu!" 'Gaaras død!' (我愛羅死す!)                                                               | 7. juni 2007       | Ikke vist i Danmark |
| Som Team Gai og Team Kakashi skrider frem i mod Akatsukis skjulested, finder de ingen fjender, hvilket virker højst betænkeligt. Naruto bliver mere og mere frustreret over, at Gaara ingen venner har fået, mens han selv er kommet videre. Han kender nemlig følelsen af at blive set ned på, da han også har en Jinchuriki i sig. Samtidig afslutter Akatsuki deres jutsu og lader Gaara styrte til jorden og straks efter samles Team Gai og Team Kakashi uden foran skjulestedet. Temari og andre fra Sunagakure har dog svært ved at forstå, hvorfor de skal patruljere grænsen til deres land, og ikke lede efter deres kazekage, Gaara. |             | |                    |                     |
| 18 | 18          | "Totsunyū! Botan Fukku Entorī" 'Stormtaktik! Knappekrogs-indtrængen' (突入!ボタンフックエントリー)       | 21. juni 2007      | Ikke vist i Danmark |
| Akatsunaruto |             | |                    |                     |
| 19 | 19          | "Torappu Sadō! Gai-han no Teki" 'Fælder aktiveret! Team Guys fjende' (罠作動!ガイ班の敵)                 | 5. juli 2007       | Ikke vist i Danmark |
| Ikke så snart har Team Gai fjernet mærkerne, da en klon af dem selv hver især skyder frem. Kloner har de samme evner og opfører sig fuldstændig magen til deres originale person - både i angreb, forsvar og strategi. Da Naruto ser at Gaara ligger livløs, er han på grænsen til et ukontrolleret raseri angreb. Sasori tager da et mindre skænderi med Deidara, om kunst er evig skønhed, eller om sand skønhed kun varer et splintsekund. Han laver derfor med det samme en fugl, samler Gaara op og flyver væk med ham, stærkt forfulgt af Naruto og Kakashi. Inde døre går Chiyo til angreb på Sasori, og Sasori afslører et stort skjold på sin ryg under sin store kappe, hvor den store hale kommer fra. |             | |                    |                     |
| 20 | 20          | "Hiruko vs. Futari no Kunoichi" 'Hiruko mod to kunoichi' (ヒルコVS二人の女忍者)                          | 19. juli 2007      | Ikke vist i Danmark |
| Inden kampen mod Sasori starter fortæller Chiyo Sakura en hemmelighed om Sasoris dukkekrop. Da Sasori ikke kan høre hvad de siger, overraskes han af Sakuras utrolig smidighed, da hun undviger alle angreb han smider imod dem. Til sidst knuser Sakura også Sasoris krop og en kappeklædt skikkelse hopper tilbage. Ligeledes løber Naruto i kamp mod Deidara. |             | |                    |                     |
| 21 | 21          | "Sasori no Sugao" 'Sasoris sande ansigt' (サソリの素顔)                                                  | 26. juli 2007      | Ikke vist i Danmark |
| Da Sasori viser sit sande ansigt, viser det sig, at han ikke er ældet én dag siden han tog af sted fra byen for 20 år siden. Team Gai kæmper stadig "mod sig selv" (se forklaring i episode 19) og det tager kun længere og længere tid at kæmpe deres kampe færdige. Kankuro og Temari stormer også Gaara til hjælp, men selv de må tage en pause i ny og næ. I denne pause fortæller Chiyos bror om den tredje Kazekage. Samtidig trækker Gaara en skriftrulle ud og hidkalder den tredje Kazekage som en dukke og angriber lige på. Sakura kan undvige alle de fysiske angreb, men kan hun også klare sig imod en giftig gas? |             | |                    |                     |
| 22 | 22          | "Chiyo no Oku no Te" 'Chiyos hemmelige evne' (チヨの奥の手)                                              | 2. august 2007     | Ikke vist i Danmark |
| Sakura er fanget i en sky af giftig gas - selv den mindste indånding og hun vil være døden nær. Hun undslipper med en papirbombe (et stykke papir, der springer når det aktiveres) og Chiyo tager sagen i egen hånd og fremkalder Mor og Far, dukker af Sasori's forældre. Dette tager kampen til et helt nyt niveau og Sasori tager til sidst den Tredje Kazekages jutsu i brug: Jernsandet. Samtidig kæmper Team Gai et brag af en kamp mod deres egne kloner, og kan ikke se nogen løsning på, hvordan de slår sig selv. Naruto og Kakashi er stadig på jagt efter Deidara, der snart vil løbe tør for sit eksplosive ler. Men han har stadig "sit trumfkort" tilbage. |             | |                    |                     |
| 23 | 23          | ""Chichi" to "Haha"" '"Far" og "mor"' (「父」と「母」)                                                   | 2. august 2007     | Ikke vist i Danmark |
| Det ser værre og værre ud for Chiyo og Sakura: Sasori skyder nu store pikke af magnetisk sand efter dem og hver gang skal der bruges en dukke til at blokere angrebet og dukken kan ikke bruges bagefter. Men da Chiyo løber tør for dukker, viser hun sin arm også er en dukkedel, som hun kan redde sig selv med. Sakura nægter at forlade Chiyo mod Sasori, da hun ved det vil være at lade hende i stikken. Så hun lader sig selv bruge som dukke, men denne gang har hun kun Chiyos ene arm at blive styret med. Men Sakuras utrolige kræfter sætter pludselig en anden faktor på brættet, og der kan nu anes håb for de to damer. |             | |                    |                     |
| 24 | 24          | "Sandaime Kazekage" 'Den tredje kazekage' (三代目風影)                                                   | 9. august 2007     | Ikke vist i Danmark |
| Kampen mellem Sasori og de to damer ser ingen ende. Alle angreb undviges af Sakura og hun husker tilbage på de vigtige lektioner hun fik af sin sensei, Tsunade. Samtidig jagter Naruto og Kakashi stadig Deidara og Gaara og de kommer kun længere og længere væk fra de andre. Team Gai kan heller ikke hjælpe til, da de har deres egen kamp mod sig selv at kæmpe. Sasori beslutter sig for at bruge noget ekstra chakra og afslutte kampen, og da han rammer Sakura med et enkelt stød synes kampen pludselig at være forbi, da alle hans angreb har den farlige gift i sig. Men har Sakura et modtræk? |             | |                    |                     |
| 25 | 25          | "Sei to Shi no Sanpunkan" 'Tre minutte mellem liv og død' (生と死の三分間)                               | 16. august 2007    | Ikke vist i Danmark |
| 26 | 26          | "Jukki vs Hyakki" '10 dukker mod 100 dukker' (十機vs百機)                                                | 23. august 2007    | Ikke vist i Danmark |
| 27 | 27          | "Kanawanu Yume" 'En umulig drøm' (叶わぬ夢)                                                              | 30. august 2007    | Ikke vist i Danmark |
| 28 | 28          | "Yomigaeru Kemono-tachi" 'Udyr i live igen' (蘇る獣たち)                                                 | 13. september 2007 | Ikke vist i Danmark |
| 29 | 29          | "Kakashi Kaigan!" 'Kakashi oplyst' (カカシ開眼!)                                                         | 27. september 2007 | Ikke vist i Danmark |
| 30 | 30          | "Shunkan no Bigaku" 'Et øjebliks æstetik' (瞬間の美学)                                                   | 27. september 2007 | Ikke vist i Danmark |
| 31 | 31          | "Tsugareyukumono" 'Arven' (継がれゆくもの)                                                               | 18. oktober 2007   | Ikke vist i Danmark |
| 32 | 32          | "Kazekage no Kikan" 'Kazekagens tilbagekomst' (風影の帰還)                                               | 25. oktober 2007   | Ikke vist i Danmark |

## Sæson 2 (2007–08)
| Nr. i serie | Nr. i sæson | Dansk titel Japansk titel                     | Japansk visning   | Dansk visning       |
| ----------- | ----------- | --------------------------------------------- | ----------------- | ------------------- |
| 33          | 1           | "Aratanaru Tāgetto" (新たなる目標)            | 8. november 2007  | Ikke vist i Danmark |
| 34          | 2           | "Kessei! Shin Kakashi han" (結成!新カカシ班)  | 15. november 2007 | Ikke vist i Danmark |
| 35          | 3           | "Gadatensoku" (画蛇添足)                      | 22. november 2007 | Ikke vist i Danmark |
| 36          | 4           | "Itsuwari no egao" (偽りの笑顔)               | 29. november 2007 | Ikke vist i Danmark |
| 37          | 5           | "Mudai" (無題)                                | 29. november 2007 | Ikke vist i Danmark |
| 38          | 6           | "Shimyurēshon" (模擬戦闘訓練)                 | 6. december 2007  | Ikke vist i Danmark |
| 39          | 7           | "Tenchikyō" (天地橋)                          | 13. december 2007 | Ikke vist i Danmark |
| 40          | 8           | "Kyūbi kaihō!!" (九尾解放!!)                  | 20. december 2007 | Ikke vist i Danmark |
| 41          | 9           | "Gokuhi ninmu sutāto" (極秘任務スタート)      | 20. december 2007 | Ikke vist i Danmark |
| 42          | 10          | "Orochimaru tai Jinchūriki" (大蛇丸VS人柱力)  | 10. januar 2008   | Ikke vist i Danmark |
| 43          | 11          | "Sakura no namida" (サクラの涙)               | 17. januar 2008   | Ikke vist i Danmark |
| 44          | 12          | "Tatakai no tenmatsu" (戦いの顛末)            | 24. januar 2008   | Ikke vist i Danmark |
| 45          | 13          | "Uragiri no hate" (裏切りの果て)              | 31. januar 2008   | Ikke vist i Danmark |
| 46          | 14          | "Mikan no Pēji" (未完の頁)                    | 7. februar 2008   | Ikke vist i Danmark |
| 47          | 15          | "Sennyū! Dokuhebi no ajito" (潜入!毒蛇の巣窟) | 14. februar 2008  | Ikke vist i Danmark |
| 48          | 16          | "Tsunagari" (つながり)                        | 28. februar 2008  | Ikke vist i Danmark |
| 49          | 17          | "Taisetsu na mono" (大切なモノ)               | 6. marts 2008     | Ikke vist i Danmark |
| 50          | 18          | "Ehon ga kataru Sutōri" (絵本が語る物語)      | 13. marts 2008    | Ikke vist i Danmark |
| 51          | 19          | "Saikai" (再会)                               | 20. marts 2008    | Ikke vist i Danmark |
| 52          | 20          | "Uchiha no chikara" (うちはの力)              | 20. marts 2008    | Ikke vist i Danmark |
| 53          | 21          | "Taitoru" (題名)                              | 3. april 2008     | Ikke vist i Danmark |

## Sæson 3 (2008)
| Nr. i serie | Nr. i sæson | Dansk titel Japansk titel            | Japansk visning | Dansk visning       |
| ----------- | ----------- | ------------------------------------ | --------------- | ------------------- |
| 54          | 1           | "Akumu" (悪夢)                       | 3. april 2008   | Ikke vist i Danmark |
| 55          | 2           | "Kaze" (旋風)                        | 17. april 2008  | Ikke vist i Danmark |
| 56          | 3           | "Ugomeku" (うごめく)                 | 24. april 2008  | Ikke vist i Danmark |
| 57          | 4           | "Ubawareta nemuri" (奪われた永眠り)  | 8. maj 2008     | Ikke vist i Danmark |
| 58          | 5           | "Kodoku" (孤独)                      | 8. maj 2008     | Ikke vist i Danmark |
| 59          | 6           | "Aratana teki" (新たな敵)            | 15. maj 2008    | Ikke vist i Danmark |
| 60          | 7           | "Uitenpen" (有為転変)                | 22. maj 2008    | Ikke vist i Danmark |
| 61          | 8           | "Sesshoku" (接触)                    | 29. maj 2008    | Ikke vist i Danmark |
| 62          | 9           | "Chīmumeito" (チームメイト)          | 5. juni 2008    | Ikke vist i Danmark |
| 63          | 10          | "Futatsu no gyoku" (二つの玉)        | 19. juni 2008   | Ikke vist i Danmark |
| 64          | 11          | "Shikkoku no noroshi" (漆黒の狼煙)   | 3. juli 2008    | Ikke vist i Danmark |
| 65          | 12          | "Ankoku no sejō" (暗黒の施錠)        | 3. juli 2008    | Ikke vist i Danmark |
| 66          | 13          | "Yomigaeru tamashii" (黄泉がえる魂)  | 10. juli 2008   | Ikke vist i Danmark |
| 67          | 14          | "Sorezore no shitō" (それぞれの死闘) | 24. juli 2008   | Ikke vist i Danmark |
| 68          | 15          | "Mezame no toki" (覚醒めの刻)        | 31. juli 2008   | Ikke vist i Danmark |
| 69          | 16          | "Zetsubō" (絶望)                     | 31. juli 2008   | Ikke vist i Danmark |
| 70          | 17          | "Kyōmei" (共鳴)                      | 7. august 2008  | Ikke vist i Danmark |
| 71          | 18          | "Tomo yo" (友よ)                     | 14. august 2008 | Ikke vist i Danmark |

## Sæson 4 (2008)
| Nr. i serie | Nr. i sæson | Dansk titel Japansk titel                        | Japansk visning    | Dansk visning       |
| ----------- | ----------- | ------------------------------------------------ | ------------------ | ------------------- |
| 72          | 1           | "Shinobiyoru kyōi" (忍び寄る脅威)                | 21. august 2008    | Ikke vist i Danmark |
| 73          | 2           | "Akatsuki shinkō" (“暁”侵攻)                     | 28. august 2008    | Ikke vist i Danmark |
| 74          | 3           | "Hoshizora no moto de" (星空の下で)              | 4. september 2008  | Ikke vist i Danmark |
| 75          | 4           | "Rōsō no inori" (老僧の祈り)                     | 11. september 2008 | Ikke vist i Danmark |
| 76          | 5           | "Tsuginaru Suteppu" (次なる階段)                 | 25. september 2008 | Ikke vist i Danmark |
| 77          | 6           | "Bōgin" (棒銀)                                   | 25. september 2008 | Ikke vist i Danmark |
| 78          | 7           | "Kudasareta sabaki" (下された裁き)               | 2. oktober 2008    | Ikke vist i Danmark |
| 79          | 8           | "Todokanu zekkyō" (届かぬ絶叫)                   | 2. oktober 2008    | Ikke vist i Danmark |
| 80          | 9           | "Saigo no kotoba" (最期の言葉)                   | 16. oktober 2008   | Ikke vist i Danmark |
| 81          | 10          | "Kanashiki shirase" (悲しき報せ)                 | 23. oktober 2008   | Ikke vist i Danmark |
| 82          | 11          | "Daijuppan" (第十班)                             | 30. oktober 2008   | Ikke vist i Danmark |
| 83          | 12          | "Tāgetto Rokkuon" (標的捕捉)                     | 6. november 2008   | Ikke vist i Danmark |
| 84          | 13          | "Kakuzu no nōryoku" (角都の能力)                 | 13. november 2008  | Ikke vist i Danmark |
| 85          | 14          | "Osorubeki himitsu" (恐るべき秘密)               | 20. november 2008  | Ikke vist i Danmark |
| 86          | 15          | "Shikamaru no Sai" (シカマルの才)                | 4. december 2008   | Ikke vist i Danmark |
| 87          | 16          | "Hito o norowaba ana futatsu" (人を呪わば穴二つ) | 4. december 2008   | Ikke vist i Danmark |
| 88          | 17          | "Fūton: Rasenshuriken!" (風遁·螺旋手裏剣!)       | 11. december 2008  | Ikke vist i Danmark |

## Sæson 5 (2008–09)
| Nr. i serie | Nr. i sæson | Dansk titel Japansk titel                            | Japansk visning   | Dansk visning       |
| ----------- | ----------- | ---------------------------------------------------- | ----------------- | ------------------- |
| 89          | 1           | "Chikara no daishō" (力の代償)                       | 18. december 2008 | Ikke vist i Danmark |
| 90          | 2           | "Shinobi no ketsui" (忍の決意)                       | 25. december 2008 | Ikke vist i Danmark |
| 91          | 3           | "Hakken — Orochimaru no ajito" (発見 大蛇丸のアジト) | 8. januar 2009    | Ikke vist i Danmark |
| 92          | 4           | "Deai" (遭遇)                                        | 15. januar 2009   | Ikke vist i Danmark |
| 93          | 5           | "Kayoiau kokoro" (通い合う心)                        | 22. januar 2009   | Ikke vist i Danmark |
| 94          | 6           | "Ame hitoyo" (雨一夜)                                | 29. januar 2009   | Ikke vist i Danmark |
| 95          | 7           | "Futatsu no omamori" (ふたつのお守り)                | 5. februar 2009   | Ikke vist i Danmark |
| 96          | 8           | "Miezaru teki" (見えざる敵)                          | 12. februar 2009  | Ikke vist i Danmark |
| 97          | 9           | "Ranhansha no meikyū" (乱反射の迷宮)                 | 19. februar 2009  | Ikke vist i Danmark |
| 98          | 10          | "Arawareta hyōteki" (現れた標的)                     | 26. februar 2009  | Ikke vist i Danmark |
| 99          | 11          | "Arekurū Bijū" (荒れ狂う尾獣)                        | 5. marts 2009     | Ikke vist i Danmark |
| 100         | 12          | "Kiri no naka de" (霧の中で)                         | 12. marts 2009    | Ikke vist i Danmark |
| 101         | 13          | "Sorezore no omoi" (それぞれの想い)                  | 26. marts 2009    | Ikke vist i Danmark |
| 102         | 14          | "Saihensei!" (再編成!)                               | 26. marts 2009    | Ikke vist i Danmark |
| 103         | 15          | "Kekkai Shihō Fūjin" (結界四方封陣)                  | 9. april 2009     | Ikke vist i Danmark |
| 104         | 16          | "Shōton kuzushi" (晶遁崩し)                          | 9. april 2009     | Ikke vist i Danmark |
| 105         | 17          | "Kekkai kōbōsen" (結界攻防戦)                        | 16. april 2009    | Ikke vist i Danmark |
| 106         | 18          | "Akai tsubaki" (赤い椿)                              | 23. april 2009    | Ikke vist i Danmark |
| 107         | 19          | "Goetsudōshū" (呉越同舟)                             | 30. april 2009    | Ikke vist i Danmark |
| 108         | 20          | "Tsubaki no michishirube" (椿の道標)                 | 7. maj 2009       | Ikke vist i Danmark |
| 109         | 21          | "Juin no gyakushū" (呪印の逆襲)                      | 14. maj 2009      | Ikke vist i Danmark |
| 110         | 22          | "Tsumi no kioku" (罪の記憶)                          | 21. maj 2009      | Ikke vist i Danmark |
| 111         | 23          | "Kudakareta yakusoku" (砕かれた約束)                 | 28. maj 2009      | Ikke vist i Danmark |
| 112         | 24          | "Kaerubeki basho" (帰るべき場所)                     | 4. juni 2009      | Ikke vist i Danmark |

## Sæson 6 (2009–10)
| Nr. i serie | Nr. i sæson | Dansk titel Japansk titel                                                              | Japansk visning    | Dansk visning       |
| ----------- | ----------- | -------------------------------------------------------------------------------------- | ------------------ | ------------------- |
| 113         | 1           | "Daija no dōkō" (大蛇の瞳孔)                                                           | 11. juni 2009      | Ikke vist i Danmark |
| 114         | 2           | "Taka no hitomi" (鷹の瞳)                                                              | 18. juni 2009      | Ikke vist i Danmark |
| 115         | 3           | "Zabuza no daitō" (再不斬の大刀)                                                       | 25. juni 2009      | Ikke vist i Danmark |
| 116         | 4           | "Teppeki no bannin" (鉄壁の番人)                                                       | 2. juli 2009       | Ikke vist i Danmark |
| 117         | 5           | "Kita ajito no Jūgo" (北アジトの重吾)                                                  | 9. juli 2009       | Ikke vist i Danmark |
| 118         | 6           | "Kessei!" (結成!)                                                                      | 23. juli 2009      | Ikke vist i Danmark |
| 119         | 7           | "Kakashi Gaiden ~Senjō no bōizuraifu~ Zenpen" (カカシ外伝～戦場のボーイズライフ～前編) | 30. juli 2009      | Ikke vist i Danmark |
| 120         | 8           | "Kakashi Gaiden ~Senjō no bōizuraifu~ Kōhen" (カカシ外伝～戦場のボーイズライフ～後編)  | 30. juli 2009      | Ikke vist i Danmark |
| 121         | 9           | "Ugokidasumono-tachi" (動き出すものたち)                                               | 6. august 2009     | Ikke vist i Danmark |
| 122         | 10          | "Tansaku" (探索)                                                                       | 13. august 2009    | Ikke vist i Danmark |
| 123         | 11          | "Gekitotsu!" (激突!)                                                                   | 20. august 2009    | Ikke vist i Danmark |
| 124         | 12          | "Geijutsu" (芸術)                                                                      | 27. august 2009    | Ikke vist i Danmark |
| 125         | 13          | "Shōshitsu" (消失)                                                                     | 3. september 2009  | Ikke vist i Danmark |
| 126         | 14          | "Tasogare" (黄昏)                                                                      | 10. september 2009 | Ikke vist i Danmark |
| 127         | 15          | "Dokonjō ninden ~Jiraiya ninpōchō~ Zenpen" (ド根性忍伝～自来也忍法帖～前編)            | 24. september 2009 | Ikke vist i Danmark |
| 128         | 16          | "Dokonjō ninden ~Jiraiya ninpōchō~ Kōhen" (ド根性忍伝～自来也忍法帖～後編)             | 24. september 2009 | Ikke vist i Danmark |
| 129         | 17          | "Sennyū! Amegakure no Sato" (潜入! 雨隠れの里)                                         | 8. oktober 2009    | Ikke vist i Danmark |
| 130         | 18          | "Kami to natta Otoko" (神となった男)                                                   | 8. oktober 2009    | Ikke vist i Danmark |
| 131         | 19          | "Hatsudō! Sennin Mōdo" (発動! 仙人モード)                                              | 15. oktober 2009   | Ikke vist i Danmark |
| 132         | 20          | "Pein Rikudō, kenzan" (ペイン六道、見参)                                               | 22. oktober 2009   | Ikke vist i Danmark |
| 133         | 21          | "Jiraiya gōketsu monogatari" (自来也豪傑物語)                                          | 29. oktober 2009   | Ikke vist i Danmark |
| 134         | 22          | "Utage e no izanai" (宴への誘い)                                                       | 5. november 2009   | Ikke vist i Danmark |
| 135         | 23          | "Nagaki toki no naka de..." (長き瞬間の中で...)                                        | 19. november 2009  | Ikke vist i Danmark |
| 136         | 24          | "Mangekyō Sharingan no hikari to yami" (万華鏡写輪眼の光と闇)                          | 19. november 2009  | Ikke vist i Danmark |
| 137         | 25          | "Amaterasu" (天照)                                                                     | 26. november 2009  | Ikke vist i Danmark |
| 138         | 26          | "Shūen" (終焉)                                                                         | 3. december 2009   | Ikke vist i Danmark |
| 139         | 27          | "Tobi no nazo" (トビの謎)                                                              | 10. december 2009  | Ikke vist i Danmark |
| 140         | 28          | "Innen" (因縁)                                                                         | 17. december 2009  | Ikke vist i Danmark |
| 141         | 29          | "Shinjitsu" (真実)                                                                     | 24. december 2009  | Ikke vist i Danmark |
| 142         | 30          | "Unraikyō no tatakai" (雲雷峡の闘い)                                                   | 7. januar 2010     | Ikke vist i Danmark |
| 143         | 31          | "Hachibi' tai 'Sasuke" (「八尾」対「サスケ」)                                          | 14. januar 2010    | Ikke vist i Danmark |

## Sæson 7 (2010)
| Nr. i serie | Nr. i sæson | Dansk titel Japansk titel              | Japansk visning  | Dansk visning       |
| ----------- | ----------- | -------------------------------------- | ---------------- | ------------------- |
| 144         | 1           | "Fūraibō" (風来坊)                     | 21. januar 2010  | Ikke vist i Danmark |
| 145         | 2           | "Kinjutsu no keishōsha" (禁術の継承者) | 28. januar 2010  | Ikke vist i Danmark |
| 146         | 3           | "Keishōsha no omoi" (継承者の想い)     | 4. februar 2010  | Ikke vist i Danmark |
| 147         | 4           | "Nukenin no kako" (抜け忍の過去)       | 11. februar 2010 | Ikke vist i Danmark |
| 148         | 5           | "Yami no kōkeisha" (闇の後継者)        | 18. februar 2010 | Ikke vist i Danmark |
| 149         | 6           | "Betsuri" (別離)                       | 25. februar 2010 | Ikke vist i Danmark |
| 150         | 7           | "Kinjutsu hatsudō" (禁術発動)          | 4. marts 2010    | Ikke vist i Danmark |
| 151         | 8           | "Shitei" (師弟)                        | 11. marts 2010   | Ikke vist i Danmark |

## Sæson 8 (2010)
| Nr. i serie | Nr. i sæson | Dansk titel Japansk titel                                                         | Japansk visning | Dansk visning       |
| --- | ----------- | --------------------------------------------------------------------------------- | --------------- | ------------------- |
| 152 | 1           | "Hihō" (悲報)                                                                     | 25. marts 2010  | Ikke vist i Danmark |
| Naruto genkalder sit møde med Itachi Uchiha, hvor Itachi udspørger Naruto om, hvorfor han er så engageret for, at få fat i Sasuke. Naruto har givet sit ord på, at han vil have Sasuke tilbage til Konoha - lige meget hvad det kræver, så vil han beskytte både Sasuke og Konoha. Hans minde bliver afbrudt af Kakashi, der tager ham med tilbage til Tsunade, der har dårlige nyheder til Naruto; Jiraiya døde i sin kamp mod Pain. Naruto forlader stedet med ordene, at "hvis Jiraiya havde været den 5. Hokage, ville han aldrig havde ladet Tsunade tage på en sådan mission." Fukasaku, en frø der lærte Jiraiya senjutsu, fortæller, at han håber på Naruto er "profetien barn". |             |                                                                                   |                 |                     |
| 153 | 2           | "Shi no Kage o Otte" (師の影を追って)                                             | 25. marts 2010  | Ikke vist i Danmark |
| Både Naruto og Tsunade tænker på den tid de havde med Jiraiya og begræder begge deres tab. Det krypterede kode Jiraiya skrev på ryggen af Fukasaku bliver sendt til krypterings-afdelingen i Konoha, men da de ikke kan finde ud af hvad det betyder, spørges dé, der var tættest på Jiraiya ud - Tsunade, Kakashi og Naruto. Hverken Tsunade eller Kakashi har noget brugbart, og da Shikamaru spørger Naruto, kan han ikke afgive et svar, da han stadig er nedtrykt. Shikamaru tager Naruto med forbi hospitalet, hvor Kurenai kommer ud - højgravid. Shikamaru forklarer Naruto, at han også mistede sin sensei, Asuma Sarutobi, og han efterlod nogle opgaver til ham. Ligeledes har Jiraiya også givet Naruto nogle opgaver, og de kan ikke længere blive ved med at begræde deres tab. Shikamaru skal være sensei for Asuma og Kurenais barn og en dag vil Naruto også blive kaldt for sensei, så Naruto skal tage sig sammen og dekryptere koden fra Jiraiya. |             |                                                                                   |                 |                     |
| 154 | 3           | "Angō Kaidoku" (暗号解読)                                                         | 8. april 2010   | Ikke vist i Danmark |
| 155 | 4           | "Daiichi no Kadai" (第一の課題)                                                   | 8. april 2010   | Ikke vist i Danmark |
| 156 | 5           | "Shi o Koeru Toki" (師を超えるとき)                                               | 15. april 2010  | Ikke vist i Danmark |
| 157 | 6           | "Konoha Shūgeki!" (木ノ葉襲撃!)                                                   | 22. april 2010  | Ikke vist i Danmark |
| 158 | 7           | "Shinjiru Chikara" (信じる力)                                                     | 29. april 2010  | Ikke vist i Danmark |
| 159 | 8           | "Pein vs Kakashi" (ペインvsカカシ)                                                | 6. maj 2010     | Ikke vist i Danmark |
| 160 | 9           | "Pein no Nazo" (ペインの謎)                                                       | 13. maj 2010    | Ikke vist i Danmark |
| 161 | 10          | "Sei wa Sarutobi, Na wa Konohamaru!" (姓は猿飛、名は木ノ葉丸!)                    | 20. maj 2010    | Ikke vist i Danmark |
| 162 | 11          | "Sekai ni Itami o" (世界に痛みを)                                                 | 27. maj 2010    | Ikke vist i Danmark |
| 163 | 12          | "Bakuhatsu! Sennin Mōdo" (爆発! 仙人モード)                                       | 3. juni 2010    | Ikke vist i Danmark |
| 164 | 13          | "Pinchi! Kieta Sennin Mōdo" (危機! 消えた仙人モード)                              | 10. juni 2010   | Ikke vist i Danmark |
| 165 | 14          | "Kyūbi Hokaku Kanryō" (九尾捕獲完了)                                              | 17. juni 2010   | Ikke vist i Danmark |
| 166 | 15          | "Kokuhaku" (告白)                                                                 | 24. juni 2010   | Ikke vist i Danmark |
| 167 | 16          | "Chibaku Tensei" (地爆天星)                                                       | 1. juli 2010    | Ikke vist i Danmark |
| 168 | 17          | "Yondaime Hokage" (四代目火影)                                                    | 15. juli 2010   | Ikke vist i Danmark |
| 169 | 18          | "Futari no Deshi" (ふたりの弟子)                                                  | 22. juli 2010   | Ikke vist i Danmark |
| 170 | 19          | "Daibōken! Yondaime no Isan o Sagase - Zenpen" (大冒険! 四代目の遺産を探せ・前編) | 29. juli 2010   | Ikke vist i Danmark |
| 171 | 20          | "Daibōken! Yondaime no Isan o Sagase - Kōhen" (大冒険! 四代目の遺産を探せ・後編)  | 29. juli 2010   | Ikke vist i Danmark |
| 172 | 21          | "Deai" (出逢い)                                                                   | 5. august 2010  | Ikke vist i Danmark |
| 173 | 22          | "Pein Tanjō" (ペイン誕生)                                                         | 12. august 2010 | Ikke vist i Danmark |
| 174 | 23          | "Uzumaki Naruto Monogatari" (うずまきナルト物語)                                  | 19. august 2010 | Ikke vist i Danmark |
| 175 | 24          | "Konoha no Eiyū" (木ノ葉の英雄)                                                   | 26. august 2010 | Ikke vist i Danmark |

## Sæson 9 (2010–11)
| Nr. i serie | Nr. i sæson | Dansk titel Japansk titel                           | Japansk visning    | Dansk visning       |
| ----------- | ----------- | --------------------------------------------------- | ------------------ | ------------------- |
| 176         | 1           | "Shinmai Kyōshi Iruka" (新米教師イルカ)             | 2. september 2010  | Ikke vist i Danmark |
| 177         | 2           | "Iruka no Shiren" (イルカの試練)                    | 9. september 2010  | Ikke vist i Danmark |
| 178         | 3           | "Iruka no Ketsui" (イルカの決意)                    | 16. september 2010 | Ikke vist i Danmark |
| 179         | 4           | "Tantō Jōnin Hatake Kakashi" (担当上忍はたけカカシ) | 30. september 2010 | Ikke vist i Danmark |
| 180         | 5           | "Inari, Tamesareru Yūki" (イナリ、試される勇気)     | 7. oktober 2010    | Ikke vist i Danmark |
| 181         | 6           | "Naruto, Adauchi Shinanjuku" (ナルト、仇討ち指南塾) | 14. oktober 2010   | Ikke vist i Danmark |
| 182         | 7           | "Gaara 'Kizuna'" (我愛羅『絆』)                     | 21. oktober 2010   | Ikke vist i Danmark |
| 183         | 8           | "Naruto Autobureiku" (ナルト・アウトブレイク)       | 28. oktober 2010   | Ikke vist i Danmark |
| 184         | 9           | "Shutsugeki! Tenten-han" (出撃! テンテン班)         | 4. november 2010   | Ikke vist i Danmark |
| 185         | 10          | "Animaru Bangaichi" (アニマル番外地)                | 11. november 2010  | Ikke vist i Danmark |
| 186         | 11          | "Aa, Seishun no Kanpōgan" (ああ、青春の漢方丸)      | 18. november 2010  | Ikke vist i Danmark |
| 187         | 12          | "Dokonjō Shitei Shugyōhen" (ド根性師弟修業編)       | 25. november 2010  | Ikke vist i Danmark |
| 188         | 13          | "Dokonjō Shitei Ninpūroku" (ド根性師弟忍風録)       | 25. november 2010  | Ikke vist i Danmark |
| 189         | 14          | "Sasuke no Nikukyū Taizen" (サスケの肉球大全)       | 2. december 2010   | Ikke vist i Danmark |
| 190         | 15          | "Naruto to Rōhei" (ナルトと老兵)                    | 9. december 2010   | Ikke vist i Danmark |
| 191         | 16          | "Kakashi Koiuta" (カカシ恋歌)                       | 16. december 2010  | Ikke vist i Danmark |
| 192         | 17          | "Neji Gaiden" (ネジ外伝)                            | 23. december 2010  | Ikke vist i Danmark |
| 193         | 18          | "Nido Shinda Otoko" (二度死んだ男)                  | 6. januar 2011     | Ikke vist i Danmark |
| 194         | 19          | "Saiaku no Nininsankyaku" (最悪の二人三脚)          | 13. januar 2011    | Ikke vist i Danmark |
| 195         | 20          | "Renkei, Daijuppan" (連携、第十班)                  | 20. januar 2011    | Ikke vist i Danmark |
| 196         | 21          | "Yami e no Shissō" (闇への疾走)                     | 27. januar 2011    | Ikke vist i Danmark |

## Sæson 10 (2011)
| Nr. i serie | Nr. i sæson | Dansk titel Japansk titel                     | Japansk visning  | Dansk visning       |
| ----------- | ----------- | --------------------------------------------- | ---------------- | ------------------- |
| 197         | 1           | "Rokudaime Hokage Danzō" (六代目火影ダンゾウ) | 10. februar 2011 | Ikke vist i Danmark |
| 198         | 2           | "Gokage Kaidan Zen'ya" (五影会談前夜)         | 10. februar 2011 | Ikke vist i Danmark |
| 199         | 3           | "Gokage Tōjō!" (五影登場!)                    | 17. februar 2011 | Ikke vist i Danmark |
| 200         | 4           | "Naruto no Tangan" (ナルトの嘆願)             | 24. februar 2011 | Ikke vist i Danmark |
| 201         | 5           | "Kujū no Ketsudan" (苦渋の決断)               | 3. marts 2011    | Ikke vist i Danmark |
| 202         | 6           | "Hashiru Ikazuchi" (疾走る雷)                 | 10. marts 2011   | Ikke vist i Danmark |
| 203         | 7           | "Sasuke no Nindō" (サスケの忍道)              | 17. marts 2011   | Ikke vist i Danmark |
| 204         | 8           | "Gokage no Chikara" (五影の実力)              | 24. marts 2011   | Ikke vist i Danmark |
| 205         | 9           | "Sensenfukoku" (宣戦布告)                     | 31. marts 2011   | Ikke vist i Danmark |
| 206         | 10          | "Sakura no Omoi" (サクラの想い)               | 7. april 2011    | Ikke vist i Danmark |
| 207         | 11          | "Bijū VS O no nai Bijū" (尾獣VS尾のない尾獣)  | 14. april 2011   | Ikke vist i Danmark |
| 208         | 12          | "Tomo to shite" (親友として)                  | 21. april 2011   | Ikke vist i Danmark |
| 209         | 13          | "Danzō no Migiude" (ダンゾウの右腕)           | 28. april 2011   | Ikke vist i Danmark |
| 210         | 14          | "Kinjirareta Dōjutsu" (禁じられた瞳術)        | 5. maj 2011      | Ikke vist i Danmark |
| 211         | 15          | "Shimura Danzō" (志村ダンゾウ)                | 12. maj 2011     | Ikke vist i Danmark |
| 212         | 16          | "Sakura no Kakugo" (サクラの覚悟)             | 19. maj 2011     | Ikke vist i Danmark |
| 213         | 17          | "Ushinawareta Kizuna" (失われた絆)            | 26. maj 2011     | Ikke vist i Danmark |
| 214         | 18          | "Seōbeki Omoni" (背負うべき重荷)              | 2. juni 2011     | Ikke vist i Danmark |
| 215         | 19          | "Shukumei no Futari" (宿命のふたり)           | 9. juni 2011     | Ikke vist i Danmark |
| 216         | 20          | "Ichiryū no Shinobi" (一流の忍)               | 16. juni 2011    | Ikke vist i Danmark |
| 217         | 21          | "Sennyūsha" (潜入者)                          | 23. juni 2011    | Ikke vist i Danmark |
| 218         | 22          | "Ugokidasu Taikoku" (動き出す大国)            | 30. juni 2011    | Ikke vist i Danmark |
| 219         | 23          | "Hokage Hatake Kakashi" (火影はたけカカシ)    | 7. juli 2011     | Ikke vist i Danmark |
| 220         | 24          | "Ōgama Sennin no Yogen" (大ガマ仙人の予言)    | 21. juli 2011    | Ikke vist i Danmark |
| 221         | 25          | "Kurairi" (蔵入り)                            | 28. juli 2011    | Ikke vist i Danmark |

## Sæson 11 (2011)
| Nr. i serie | Nr. i sæson | Dansk titel Japansk titel                                                   | Japansk visning    | Dansk visning       |
| ----------- | ----------- | --------------------------------------------------------------------------- | ------------------ | ------------------- |
| 222         | 1           | "Gokage no Ketsudan" (五影の決断)                                           | 28. juli 2011      | Ikke vist i Danmark |
| 223         | 2           | "Seinen to Umi" (青年と海)                                                  | 4. august 2011     | Ikke vist i Danmark |
| 224         | 3           | "Benisu no Shōnin" (紅州の商忍)                                             | 11. august 2011    | Ikke vist i Danmark |
| 225         | 4           | "Norowareta Yūreisen" (呪われた幽霊船)                                      | 18. august 2011    | Ikke vist i Danmark |
| 226         | 5           | "Senkan no Shima" (戦艦の島)                                                | 25. august 2011    | Ikke vist i Danmark |
| 227         | 6           | "Bōkyaku no Shima" (忘却の島)                                               | 1. september 2011  | Ikke vist i Danmark |
| 228         | 7           | "Tatakae Rokku Rī!" (闘えロック・リー!)                                     | 8. september 2011  | Ikke vist i Danmark |
| 229         | 8           | "Kuu ka Kuwareru ka! Odoru Kinoko Jigoku" (食うか食われるか!踊るキノコ地獄) | 22. september 2011 | Ikke vist i Danmark |
| 230         | 9           | "Kage no Gyakushū" (影の逆襲)                                               | 29. september 2011 | Ikke vist i Danmark |
| 231         | 10          | "Tozasareta Kōro" (閉ざされた航路)                                          | 6. oktober 2011    | Ikke vist i Danmark |
| 232         | 11          | "Konoha no Joshikai" (木ノ葉の女子会)                                       | 13. oktober 2011   | Ikke vist i Danmark |
| 233         | 12          | "Sanjō, Nise? Naruto" (参上、偽?ナルト)                                     | 20. oktober 2011   | Ikke vist i Danmark |
| 234         | 13          | "Naruto no Manadeshi" (ナルトの愛弟子)                                      | 27. oktober 2011   | Ikke vist i Danmark |
| 235         | 14          | "Nadeshiko no Kunoichi" (撫子のくノ一)                                      | 3. november 2011   | Ikke vist i Danmark |
| 236         | 15          | "Nakama no Senaka" (仲間の背中)                                             | 10. november 2011  | Ikke vist i Danmark |
| 237         | 16          | "Aa, Akogare no Tsunade-sama" (ああ、憧れの綱手様)                          | 24. november 2011  | Ikke vist i Danmark |
| 238         | 17          | "Sai no Kyūsoku" (サイの休息)                                               | 1. december 2011   | Ikke vist i Danmark |
| 239         | 18          | "Densetsu no Inoshikachō" (伝説の猪鹿蝶)                                    | 8. december 2011   | Ikke vist i Danmark |
| 240         | 19          | "Kiba no Ketsui" (キバの決意)                                               | 15. december 2011  | Ikke vist i Danmark |
| 241         | 20          | "Kakashi, Waga Eien no Raibaru yo" (カカシ、我が永遠のライバルよ)           | 22. december 2011  | Ikke vist i Danmark |
| 242         | 21          | "Naruto no Chikai" (ナルトの誓い)                                           | 28. december 2011  | Ikke vist i Danmark |

## Sæson 12 (2012)
| Nr. i serie | Nr. i sæson | Dansk titel Japansk titel                                           | Japansk visning  | Dansk visning       |
| ----------- | ----------- | ------------------------------------------------------------------- | ---------------- | ------------------- |
| 243         | 1           | "Jōriku! Rakuen no Shima?" (上陸! 楽園の島?)                        | 5. januar 2012   | Ikke vist i Danmark |
| 244         | 2           | "Kirābī to Motoi" (キラービーとモトイ)                              | 12. januar 2012  | Ikke vist i Danmark |
| 245         | 3           | "Saranaru Shiren! Naruto VS Kyūbi!!" (さらなる試練! ナルトVS九尾!!) | 19. januar 2012  | Ikke vist i Danmark |
| 246         | 4           | "Orenji-iro no Kagayaki" (オレンジ色の輝き)                         | 26. januar 2012  | Ikke vist i Danmark |
| 247         | 5           | "Nerawareta Kyūbi" (狙われた九尾)                                   | 2. februar 2012  | Ikke vist i Danmark |
| 248         | 6           | "Yondaime no Shitō!!" (四代目の死闘!!)                              | 9. februar 2012  | Ikke vist i Danmark |
| 249         | 7           | "'Arigatō'" (「ありがとう」)                                        | 9. februar 2012  | Ikke vist i Danmark |
| 250         | 8           | "Chinjū VS Kaijin! Rakuen no Tatakai!" (珍獣VS怪人! 楽園の戦い!)    | 16. februar 2012 | Ikke vist i Danmark |
| 251         | 9           | "Kisame to Iu Otoko" (鬼鮫という男)                                 | 23. februar 2012 | Ikke vist i Danmark |
| 252         | 10          | "Shi e Izanau Tenshi" (死へいざなう天使)                            | 1. marts 2012    | Ikke vist i Danmark |
| 253         | 11          | "Heiwa e no Kakehashi" (平和への懸け橋)                             | 8. marts 2012    | Ikke vist i Danmark |
| 254         | 12          | "Doesu-kyū Gokuhi Ninmu" (ドS級極秘任務)                            | 15. marts 2012   | Ikke vist i Danmark |
| 255         | 13          | "Geijutsuka Futatabi" (芸術家再び)                                  | 22. marts 2012   | Ikke vist i Danmark |
| 256         | 14          | "Shūketsu! Shinobi Rengōgun!" (集結! 忍連合軍!)                     | 29. marts 2012   | Ikke vist i Danmark |
| 257         | 15          | "Deai" (出会い)                                                     | 5. april 2012    | Ikke vist i Danmark |
| 258         | 16          | "Raibaru" (ライバル)                                                | 12. april 2012   | Ikke vist i Danmark |
| 259         | 17          | "Kiretsu" (亀裂)                                                    | 19. april 2012   | Ikke vist i Danmark |
| 260         | 18          | "Ribetsu" (離別)                                                    | 26. april 2012   | Ikke vist i Danmark |
| 261         | 19          | "Tomo no Tame ni" (友のために)                                      | 3. maj 2012      | Ikke vist i Danmark |
| 262         | 20          | "Kaisen!" (開戦!)                                                   | 10. maj 2012     | Ikke vist i Danmark |
| 263         | 21          | "Sai to Shin" (サイとシン)                                          | 17. maj 2012     | Ikke vist i Danmark |
| 264         | 22          | "Edo Tensei no Himitsu" (穢土転生の秘密)                            | 24. maj 2012     | Ikke vist i Danmark |
| 265         | 23          | "Shukuteki to no Saikai" (宿敵との再会)                             | 31. maj 2012     | Ikke vist i Danmark |
| 266         | 24          | "Saisho no Teki, Saigo no Teki" (最初の敵, 最後の敵)                | 7. juni 2012     | Ikke vist i Danmark |
| 267         | 25          | "Konoha no Tensai Gunshi" (木ノ葉の天才軍師)                        | 21. juni 2012    | Ikke vist i Danmark |
| 268         | 26          | "Sorezore no Gekisen!!" (それぞれの激戦!!)                          | 28. juni 2012    | Ikke vist i Danmark |
| 269         | 27          | "Enu Jī Wādo" (NGワード)                                            | 5. juli 2012     | Ikke vist i Danmark |
| 270         | 28          | "Konjiki no Kizuna" (金色の絆)                                      | 19. juli 2012    | Ikke vist i Danmark |
| 271         | 29          | (ROAD TO SAKURA)                                                    | 26. juli 2012    | Ikke vist i Danmark |
| 272         | 30          | "Mifune tai Hanzō" (ミフネVS半蔵)                                   | 2. august 2012   | Ikke vist i Danmark |
| 273         | 31          | "Hontō no Yasashisa" (本当 の優しさ)                                | 9. august 2012   | Ikke vist i Danmark |
| 274         | 32          | "Kanpeki na Inoshikachō!!" (完璧な猪鹿蝶!!)                         | 9. august 2012   | Ikke vist i Danmark |
| 275         | 33          | "Kokoro no Naka no Tegami" (心の中の手紙)                           | 16. august 2012  | Ikke vist i Danmark |

## Sæson 13 (2012–13)
| Nr. i serie | Nr. i sæson | Dansk titel Japansk titel                                          | Japansk visning    | Dansk visning       |
| ----------- | ----------- | ------------------------------------------------------------------ | ------------------ | ------------------- |
| 276         | 1           | "Gedō Mazō no Shūrai" (外道魔像の襲来)                             | 23. august 2012    | Ikke vist i Danmark |
| 277         | 2           | "Wakai no In" (和解の印)                                           | 30. august 2012    | Ikke vist i Danmark |
| 278         | 3           | "Nerawareta Iryō Ninja" (狙われた医療忍者)                         | 6. september 2012  | Ikke vist i Danmark |
| 279         | 4           | "Shiro Zetsu no Torappu" (白ゼツの罠)                              | 13. september 2012 | Ikke vist i Danmark |
| 280         | 5           | "Geijutsuka no Bigaku" (芸術家の美学)                              | 20. september 2012 | Ikke vist i Danmark |
| 281         | 6           | "Kā-chan Rengōgun!!" (母ちゃん連合軍!!)                            | 27. september 2012 | Ikke vist i Danmark |
| 282         | 7           | "Hiwa: Saikyō Taggu!!" (秘話・最強タッグ!!)                        | 4. oktober 2012    | Ikke vist i Danmark |
| 283         | 8           | "Futatsu no Taiyō!!" (二つの太陽!!)                                | 11. oktober 2012   | Ikke vist i Danmark |
| 284         | 9           | "Kabutowari! Akebino Jinin" (兜割! 通草野餌人)                     | 18. oktober 2012   | Ikke vist i Danmark |
| 285         | 10          | "Shakuton Tsukai! Sunagakure no Pakura" (灼遁使い! 砂隠れのパクラ) | 25. oktober 2012   | Ikke vist i Danmark |
| 286         | 11          | "Torimodosenai mono" (取り戻せないもの)                            | 1. november 2012   | Ikke vist i Danmark |
| 287         | 12          | "Kakeru ni Ataisuru mono" (賭けるに値する者)                       | 1. november 2012   | Ikke vist i Danmark |
| 288         | 13          | "Kyōi, Jinpachi - Kushimaru Konbi!!" (脅威、甚八・串丸コンビ!!)    | 8. november 2012   | Ikke vist i Danmark |
| 289         | 14          | "Raitō!! Ringo Ameyuri" (雷刀!! 林檎雨由利)                        | 15. november 2012  | Ikke vist i Danmark |
| 290         | 15          | (「力-Chikara-」episode1)                                          | 22. november 2012  | Ikke vist i Danmark |
| 291         | 16          | (「力-Chikara-」episode2)                                          | 29. november 2012  | Ikke vist i Danmark |
| 292         | 17          | (「力-Chikara-」episode3)                                          | 6. december 2012   | Ikke vist i Danmark |
| 293         | 18          | (「力-Chikara-」episode4)                                          | 13. december 2012  | Ikke vist i Danmark |
| 294         | 19          | (「力-Chikara-」episode5)                                          | 20. december 2012  | Ikke vist i Danmark |
| 295         | 20          | (「力-Chikara-」episode Final)                                     | 10. januar 2013    | Ikke vist i Danmark |

## Sæson 14 (2013)
| Nr. i serie | Nr. i sæson | Dansk titel Japansk titel                                           | Japansk visning  | Dansk visning       |
| ----------- | ----------- | ------------------------------------------------------------------- | ---------------- | ------------------- |
| 296         | 1           | "Naruto, Sansen!!" (ナルト、参戦!!)                                 | 17. januar 2013  | Ikke vist i Danmark |
| 297         | 2           | "Chichi no Omoi, Haha no Ai" (父の想い、母の愛)                     | 24. januar 2013  | Ikke vist i Danmark |
| 298         | 3           | "Tsuini Sesshoku!! Naruto VS Itachi" (ついに接触!! ナルトVSイタチ)  | 31. januar 2013  | Ikke vist i Danmark |
| 299         | 4           | "Mitomerareshi Mono" (認められし者)                                 | 7. februar 2013  | Ikke vist i Danmark |
| 300         | 5           | "Mizukage to Ōhamaguri to Shinkirō" (水影と蜃と蜃気楼)              | 14. februar 2013 | Ikke vist i Danmark |
| 301         | 6           | "Mujun" (矛盾)                                                      | 21. februar 2013 | Ikke vist i Danmark |
| 302         | 7           | "Kyōfu – Jōki Bōi" (恐怖・蒸危暴威)                                 | 28. februar 2013 | Ikke vist i Danmark |
| 303         | 8           | "Kako no Bōrei" (過去の亡霊)                                        | 7. marts 2013    | Ikke vist i Danmark |
| 304         | 9           | "Yomi Tenshin no Jutsu" (黄泉転身の術)                              | 14. marts 2013   | Ikke vist i Danmark |
| 305         | 10          | "Fukushūsha" (復讐者)                                               | 21. marts 2013   | Ikke vist i Danmark |
| 306         | 11          | "Kokoro no Me" (心の目)                                             | 28. marts 2013   | Ikke vist i Danmark |
| 307         | 12          | "Gekkō ni Kiyu" (月光に消ゆ)                                        | 4. april 2013    | Ikke vist i Danmark |
| 308         | 13          | "Mikazuki no Yoru" (三日月の夜)                                     | 11. april 2013   | Ikke vist i Danmark |
| 309         | 14          | "Ē-Ranku Ninmu: Gozen Jiai" (A級任務・御膳試合)                     | 18. april 2013   | Ikke vist i Danmark |
| 310         | 15          | "Rakujō" (落城)                                                     | 25. april 2013   | Ikke vist i Danmark |
| 311         | 16          | (PROLOGUE OF ROAD TO NINJA)                                         | 2. maj 2013      | Ikke vist i Danmark |
| 312         | 17          | "Rōjin to Ryū no Me" (老人と龍の目)                                 | 9. maj 2013      | Ikke vist i Danmark |
| 313         | 18          | "Ame Nochi Yuki, Tokidoki Kaminari" (雨のち雪, ときどき雷)          | 16. maj 2013     | Ikke vist i Danmark |
| 314         | 19          | "Kanashī Tenkiame" (悲しい天気雨)                                   | 23. maj 2013     | Ikke vist i Danmark |
| 315         | 20          | "Nagoriyuki" (名残雪)                                               | 30. maj 2013     | Ikke vist i Danmark |
| 316         | 21          | "Edo Tensei Rengōgun!!" (穢土転生連合軍!!)                          | 6. juni 2013     | Ikke vist i Danmark |
| 317         | 22          | "Shino tai Torune!!" (シノVSトルネ!!)                               | 13. juni 2013    | Ikke vist i Danmark |
| 318         | 23          | "Kokoro no Ana - Mō Hitori no Jinchūriki" (心の穴 もう一人の人柱力) | 20. juni 2013    | Ikke vist i Danmark |
| 319         | 24          | "Kugutsu ni Yadoru Tamashī" (傀儡に宿る魂)                          | 27. juni 2013    | Ikke vist i Danmark |
| 320         | 25          | "Hashire Omoi" (走れオモイ)                                         | 4. juli 2013     | Ikke vist i Danmark |

## Sæson 15 (2013–14)
| Nr. i serie | Nr. i sæson | Dansk titel Japansk titel                                            | Japansk visning    | Dansk visning       |
| ----------- | ----------- | -------------------------------------------------------------------- | ------------------ | ------------------- |
| 321         | 1           | "Zōen tōchaku" (増援到着)                                            | 18. juli 2013      | Ikke vist i Danmark |
| 322         | 2           | "Uchiha Madara" (うちはマダラ)                                       | 25. juli 2013      | Ikke vist i Danmark |
| 323         | 3           | "Gokage Shūketsu...!!" (五影集結...!!)                               | 1. august 2013     | Ikke vist i Danmark |
| 324         | 4           | "Warenai Kamen — Wareta Shabondama" (割れない仮面・割れたシャボン玉) | 8. august 2013     | Ikke vist i Danmark |
| 325         | 5           | "Jinchūriki tai Jinchūriki!!" (人柱力VS人柱力!!)                     | 15. august 2013    | Ikke vist i Danmark |
| 326         | 6           | "Yonbi — Sen'en no Ō" (四尾・仙猿の王)                               | 22. august 2013    | Ikke vist i Danmark |
| 327         | 7           | "Kyūbi" (九尾)                                                       | 29. august 2013    | Ikke vist i Danmark |
| 328         | 8           | "Kurama" (九喇嘛)                                                    | 29. august 2013    | Ikke vist i Danmark |
| 329         | 9           | "Tsū Man Seru" (ツーマンセル)                                        | 5. september 2013  | Ikke vist i Danmark |
| 330         | 10          | "Shōri e no Yogen" (勝利への予言)                                    | 12. september 2013 | Ikke vist i Danmark |
| 331         | 11          | "Yami o Miru Me" (闇を見る眼)                                        | 19. september 2013 | Ikke vist i Danmark |
| 332         | 12          | "Ishi no Ishi" (石の意志)                                            | 26. september 2013 | Ikke vist i Danmark |
| 333         | 13          | "Edo Tensei no Risuku" (穢土転生のリスク)                            | 3. oktober 2013    | Ikke vist i Danmark |
| 334         | 14          | "Kyōdai, Taggu!!" (兄弟、共闘!!)                                     | 10. oktober 2013   | Ikke vist i Danmark |
| 335         | 15          | "Tagai no Konoha" (互いの木ノ葉)                                     | 24. oktober 2013   | Ikke vist i Danmark |
| 336         | 16          | "Yakushi Kabuto" (薬師カブト)                                        | 31. oktober 2013   | Ikke vist i Danmark |
| 337         | 17          | "Hatsudō: Izanami" (発動・イザナミ)                                  | 7. november 2013   | Ikke vist i Danmark |
| 338         | 18          | "Izanagi to Izanami" (イザナギとイザナミ)                            | 14. november 2013  | Ikke vist i Danmark |
| 339         | 19          | "Omae o Zutto Aishiteiru" (お前をずっと愛している)                   | 21. november 2013  | Ikke vist i Danmark |
| 340         | 20          | "Edo Tensei: Kai" (穢土転生・解)                                     | 28. november 2013  | Ikke vist i Danmark |
| 341         | 21          | "Fukkatsu!! Orochimaru" (復活!! 大蛇丸)                              | 5. december 2013   | Ikke vist i Danmark |
| 342         | 22          | "Jikūkan Ninjutsu no Himitsu" (時空間忍術の秘密)                     | 12. december 2013  | Ikke vist i Danmark |
| 343         | 23          | "Temē wa Dare da!!" (てめーは誰だ!!)                                 | 19. december 2013  | Ikke vist i Danmark |
| 344         | 24          | "Obito to Madara" (オビトとマダラ)                                   | 9. januar 2014     | Ikke vist i Danmark |
| 345         | 25          | "Ore wa Jigoku ni Iru" (オレは地獄に居る)                            | 16. januar 2014    | Ikke vist i Danmark |
| 346         | 26          | "Yume no Sekai" (夢の世界)                                           | 23. januar 2014    | Ikke vist i Danmark |
| 347         | 27          | "Shinobiyoru Kage" (忍び寄る影)                                      | 23. januar 2014    | Ikke vist i Danmark |
| 348         | 28          | "Shinsei: Akatsuki" (新生・“暁”)                                     | 30. januar 2014    | Ikke vist i Danmark |

## Sæson 16 (2014)
| Nr. i serie | Nr. i sæson | Dansk titel Japansk titel                  | Japansk visning  | Dansk visning       |
| ----------- | ----------- | ------------------------------------------ | ---------------- | ------------------- |
| 349         | 1           | "Kokoro o Kakusu Men" (心を隠す面)         | 6. februar 2014  | Ikke vist i Danmark |
| 350         | 2           | "Minato no Shi" (ミナトの死)               | 13. februar 2014 | Ikke vist i Danmark |
| 351         | 3           | "Hashirama Saibō" (柱間細胞)               | 20. februar 2014 | Ikke vist i Danmark |
| 352         | 4           | "Nukenin: Orochimaru" (抜け忍・大蛇丸)     | 27. februar 2014 | Ikke vist i Danmark |
| 353         | 5           | "Orochimaru no Jikkentai" (大蛇丸の実験体) | 6. marts 2014    | Ikke vist i Danmark |
| 354         | 6           | "Sorezore no Michi" (それぞれの道)         | 6. marts 2014    | Ikke vist i Danmark |
| 355         | 7           | "Nerawareta Sharingan" (狙われた写輪眼)    | 13. marts 2014   | Ikke vist i Danmark |
| 356         | 8           | "Konoha no Shinobi" (木ノ葉の忍)           | 20. marts 2014   | Ikke vist i Danmark |
| 357         | 9           | "Anbu no Uchiha" (暗部のうちは)            | 3. april 2014    | Ikke vist i Danmark |
| 358         | 10          | "Kūdetā" (クーデター)                      | 10. april 2014   | Ikke vist i Danmark |
| 359         | 11          | "Sangeki no Yoru" (惨劇の夜)               | 17. april 2014   | Ikke vist i Danmark |
| 360         | 12          | "Tantō Jōnin" (担当上忍)                   | 24. april 2014   | Ikke vist i Danmark |
| 361         | 13          | "Dainanahan" (第七班)                      | 8. maj 2014      | Ikke vist i Danmark |

## Sæson 17 (2014)
| Nr. i serie | Nr. i sæson | Dansk titel Japansk titel                      | Japansk visning | Dansk visning       |
| ----------- | ----------- | ---------------------------------------------- | --------------- | ------------------- |
| 362         | 1           | "Kakashi no Ketsui" (カカシの決意)             | 15. maj 2014    | Ikke vist i Danmark |
| 363         | 2           | "Shinobi Rengōgun no Jutsu!" (忍連合軍の術!)   | 22. maj 2014    | Ikke vist i Danmark |
| 364         | 3           | "Tsunagareru Mono" (繋がれるもの)              | 5. juni 2014    | Ikke vist i Danmark |
| 365         | 4           | "Shinobimau Mono-tachi" (忍び舞う者たち)       | 12. juni 2014   | Ikke vist i Danmark |
| 366         | 5           | "Subete o Shiru Mono-tachi" (全てを知る者たち) | 19. juni 2014   | Ikke vist i Danmark |
| 367         | 6           | "Hashirama to Madara" (柱間とマダラ)           | 3. juli 2014    | Ikke vist i Danmark |
| 368         | 7           | "Sengoku Jidai" (戦国時代)                     | 10. juli 2014   | Ikke vist i Danmark |
| 369         | 8           | "Hontō no Yume" (本当の夢)                     | 24. juli 2014   | Ikke vist i Danmark |
| 370         | 9           | "Sasuke no Kotae" (サスケの答え)               | 31. juli 2014   | Ikke vist i Danmark |
| 371         | 10          | "Kazaana" (風穴)                               | 7. august 2014  | Ikke vist i Danmark |
| 372         | 11          | "Umeru Mono" (埋めるもの)                      | 14. august 2014 | Ikke vist i Danmark |

## Sæson 18 (2014)
| Nr. i serie                              | Nr. i sæson                              | Dansk titel Japansk titel                     | Japansk visning                          | Dansk visning                            |
| The Fourth Great Ninja War: Obito Uchiha | The Fourth Great Ninja War: Obito Uchiha | The Fourth Great Ninja War: Obito Uchiha      | The Fourth Great Ninja War: Obito Uchiha | The Fourth Great Ninja War: Obito Uchiha |
| ---------------------------------------- | ---------------------------------------- | --------------------------------------------- | ---------------------------------------- | ---------------------------------------- |
| 373                                      | 1                                        | "Dainanahan, Shūketsu!!" (第七班、集結!!)     | 21. august 2014                          | Ikke vist i Danmark                      |
| 374                                      | 2                                        | "Aratanaru Sansukumi" (新たなる三竦み)        | 28. august 2014                          | Ikke vist i Danmark                      |
| 375                                      | 3                                        | "Kakashi tai Obito" (カカシVSオビト)          | 4. september 2014                        | Ikke vist i Danmark                      |
| Standalone side story                    |                                          |                                               |                                          |                                          |
| 376                                      | 4                                        | "Kyūbi Gōdatsu Shirei" (九尾強奪指令)         | 11. september 2014                       | Ikke vist i Danmark                      |
| 377                                      | 5                                        | "Naruto tai Meka Naruto" (ナルト対メカナルト) | 11. september 2014                       | Ikke vist i Danmark                      |
| The Fourth Great Ninja War: Obito Uchiha |                                          |                                               |                                          |                                          |
| 378                                      | 6                                        | "Jūbi no Jinchūriki" (十尾の人柱力)           | 18. september 2014                       | Ikke vist i Danmark                      |
| 379                                      | 7                                        | "Toppakō" (突破口)                            | 25. september 2014                       | Ikke vist i Danmark                      |
| 380                                      | 8                                        | "Naruto ga Umareta Hi" (ナルトが生まれた日)   | 2. oktober 2014                          | Ikke vist i Danmark                      |
| 381                                      | 9                                        | "Shinju" (神樹)                               | 9. oktober 2014                          | Ikke vist i Danmark                      |
| 382                                      | 10                                       | "Shinobi no Yume" (忍の夢)                    | 16. oktober 2014                         | Ikke vist i Danmark                      |
| 383                                      | 11                                       | "Saki o Ou" (希望を追う)                      | 23. oktober 2014                         | Ikke vist i Danmark                      |
| 384                                      | 12                                       | "Nakama de Michita Kokoro" (仲間で満ちた心)   | 30. oktober 2014                         | Ikke vist i Danmark                      |
| 385                                      | 13                                       | "Uchiha Obito" (うちはオビト)                 | 6. november 2014                         | Ikke vist i Danmark                      |
| 386                                      | 14                                       | "Chanto Miteru" (ちゃんと見てる)              | 13. november 2014                        | Ikke vist i Danmark                      |
| 387                                      | 15                                       | "Mamorareta Yakusoku" (守られた約束)          | 20. november 2014                        | Ikke vist i Danmark                      |
| 388                                      | 16                                       | "Saisho no Tomo" (最初の友)                   | 27. november 2014                        | Ikke vist i Danmark                      |
| Standalone side story                    |                                          |                                               |                                          |                                          |
| 389                                      | 17                                       | "Akogare no Nē-sama" (憧れの姉さま)           | 4. december 2014                         | Ikke vist i Danmark                      |
| 390                                      | 18                                       | "Hanabi no Ketsui" (ハナビの決意)             | 4. december 2014                         | Ikke vist i Danmark                      |
| The Fourth Great Ninja War: Obito Uchiha |                                          |                                               |                                          |                                          |
| 391                                      | 19                                       | "Uchiha Madara, Tatsu" (うちはマダラ、立つ)   | 11. december 2014                        | Ikke vist i Danmark                      |
| 392                                      | 20                                       | "Ura no Kokoro" (裏の心)                      | 18. december 2014                        | Ikke vist i Danmark                      |
| 393                                      | 21                                       | "Hontō no Owari" (本当の終わり)               | 25. december 2014                        | Ikke vist i Danmark                      |

## Sæson 19 (2015)
| Nr. i serie                           | Nr. i sæson                           | Dansk titel Japansk titel                                | Japansk visning                       | Dansk visning                         |
| In Naruto's Footsteps: Friends' Paths | In Naruto's Footsteps: Friends' Paths | In Naruto's Footsteps: Friends' Paths                    | In Naruto's Footsteps: Friends' Paths | In Naruto's Footsteps: Friends' Paths |
| ------------------------------------- | ------------------------------------- | -------------------------------------------------------- | ------------------------------------- | ------------------------------------- |
| 394                                   | 1                                     | "Aratanaru Chūnin Shiken" (新たなる中忍試験)             | 8. januar 2015                        | Ikke vist i Danmark                   |
| 395                                   | 2                                     | "Chūnin Shiken, Kaishi!" (中忍試験、開始!)               | 15. januar 2015                       | Ikke vist i Danmark                   |
| 396                                   | 3                                     | "Mittsu no Mondai" (三つの問題)                          | 22. januar 2015                       | Ikke vist i Danmark                   |
| 397                                   | 4                                     | "Rīdā ni Fusawashī Mono" (リーダーに相応しい者)          | 29. januar 2015                       | Ikke vist i Danmark                   |
| 398                                   | 5                                     | "Niji Shiken, Zen'ya" (二次試験、前夜)                   | 5. februar 2015                       | Ikke vist i Danmark                   |
| 399                                   | 6                                     | "Ma no Sabaku no Sabaibaru" (魔の砂漠のサバイバル)       | 12. februar 2015                      | Ikke vist i Danmark                   |
| 400                                   | 7                                     | "Taijutsu Tsukai to shite..." (体術使いとして...)        | 19. februar 2015                      | Ikke vist i Danmark                   |
| 401                                   | 8                                     | "Kiwameshi mono" (極めし者)                              | 26. februar 2015                      | Ikke vist i Danmark                   |
| 402                                   | 9                                     | "Tōsō tai Tsuigeki" (逃走VS追跡)                         | 5. marts 2015                         | Ikke vist i Danmark                   |
| 403                                   | 10                                    | "Akiramenai Dokonjō" (諦めないド根性)                    | 12. marts 2015                        | Ikke vist i Danmark                   |
| 404                                   | 11                                    | "Tenten no Nayami" (テンテンの悩み)                      | 19. marts 2015                        | Ikke vist i Danmark                   |
| 405                                   | 12                                    | "Tojikomerareta Futari" (閉じ込められた二人)             | 26. marts 2015                        | Ikke vist i Danmark                   |
| 406                                   | 13                                    | "Jibun no Ibasho" (自分の居場所)                         | 2. april 2015                         | Ikke vist i Danmark                   |
| 407                                   | 14                                    | "Yamanaka Ichizoku・Hiden Ninjutsu" (山中一族・秘伝忍術) | 9. april 2015                         | Ikke vist i Danmark                   |
| 408                                   | 15                                    | "Noroi no Ningyō" (呪いの人形)                           | 16. april 2015                        | Ikke vist i Danmark                   |
| 409                                   | 16                                    | "Futari no Senaka" (二人の背中)                          | 23. april 2015                        | Ikke vist i Danmark                   |
| 410                                   | 17                                    | "Ugokidashita Inbō" (動き出した陰謀)                     | 30. april 2015                        | Ikke vist i Danmark                   |
| 411                                   | 18                                    | "Nerawareta Bijū" (狙われた尾獣)                         | 7. maj 2015                           | Ikke vist i Danmark                   |
| 412                                   | 19                                    | "Neji no Handan" (ネジの判断)                            | 14. maj 2015                          | Ikke vist i Danmark                   |
| 413                                   | 20                                    | "Mirai ni Takusu Omoi" (未来に託す思い)                  | 21. maj 2015                          | Ikke vist i Danmark                   |

## Sæson 20 (2015–16)
| Nr. i serie                                           | Nr. i sæson                        | Dansk titel Japansk titel                                 | Japansk visning                    | Dansk visning                      |
| Infinite Tsukuyomi: The Invocation                    | Infinite Tsukuyomi: The Invocation | Infinite Tsukuyomi: The Invocation                        | Infinite Tsukuyomi: The Invocation | Infinite Tsukuyomi: The Invocation |
| ----------------------------------------------------- | ---------------------------------- | --------------------------------------------------------- | ---------------------------------- | ---------------------------------- |
| 414                                                   | 1                                  | "Shi no Kiwa" (死の際)                                    | 28. maj 2015                       | Ikke vist i Danmark                |
| 415                                                   | 2                                  | "Futatsu no Mangekyō" (二つの万華鏡)                      | 4. juni 2015                       | Ikke vist i Danmark                |
| 416                                                   | 3                                  | "Kessei・Minato Han" (結成・ミナト班)                     | 11. juni 2015                      | Ikke vist i Danmark                |
| 417                                                   | 4                                  | "Omae wa Bakkuappu da" (お前はバックアップだ)             | 25. juni 2015                      | Ikke vist i Danmark                |
| 418                                                   | 5                                  | "Aoki Mōjū tai Rikudō Madara" (碧き猛獣VS六道マダラ)      | 2. juli 2015                       | Ikke vist i Danmark                |
| 419                                                   | 6                                  | "Papa no Seishun" (パパの青春)                            | 9. juli 2015                       | Ikke vist i Danmark                |
| 420                                                   | 7                                  | "Hachimon Tonkō no Jin" (八門遁甲の陣)                    | 23. juli 2015                      | Ikke vist i Danmark                |
| 421                                                   | 8                                  | "Rikudō Sennin" (六道仙人)                                | 30. juli 2015                      | Ikke vist i Danmark                |
| Standalone side story                                 |                                    |                                                           |                                    |                                    |
| 422                                                   | 9                                  | "Uketsugareru Mono" (受け継がれるもの)                    | 6. august 2015                     | Ikke vist i Danmark                |
| 423                                                   | 10                                 | "Naruto no Raibaru" (ナルトのライバル)                    | 6. august 2015                     | Ikke vist i Danmark                |
| Infinite Tsukuyomi: The Invocation                    |                                    |                                                           |                                    |                                    |
| 424                                                   | 11                                 | "Tatsu" (立つ)                                            | 13. august 2015                    | Ikke vist i Danmark                |
| 425                                                   | 12                                 | "Mugen no Yume" (無限の夢)                                | 20. august 2015                    | Ikke vist i Danmark                |
| 426                                                   | 13                                 | "Mugen Tsukuyomi" (無限月読)                              | 27. august 2015                    | Ikke vist i Danmark                |
| 427                                                   | 14                                 | "Yume no Sekai e" (夢の世界へ)                            | 3. september 2015                  | Ikke vist i Danmark                |
| 428                                                   | 15                                 | "Tenten no Ibasho" (テンテンの居場所)                     | 3. september 2015                  | Ikke vist i Danmark                |
| 429                                                   | 16                                 | "Kirābī Rappūden・Ten no Maki" (キラービー落風伝・天の巻) | 10. september 2015                 | Ikke vist i Danmark                |
| 430                                                   | 17                                 | "Kirābī Rappūden・Chi no Maki" (キラービー落風伝・地の巻) | 17. september 2015                 | Ikke vist i Danmark                |
| 431                                                   | 18                                 | "Ano Egao o Mōichido" (あの笑顔をもう一度)                | 24. september 2015                 | Ikke vist i Danmark                |
| Jiraiya Shinobi Handbook: The Tale of Naruto the Hero |                                    |                                                           |                                    |                                    |
| 432                                                   | 19                                 | "Ochikobore Shinobi" (落ちこぼれ忍者)                     | 1. oktober 2015                    | Ikke vist i Danmark                |
| 433                                                   | 20                                 | "Shutsugeki・Tansaku Ninmu" (出撃・探索任務)              | 8. oktober 2015                    | Ikke vist i Danmark                |
| 434                                                   | 21                                 | "Chīmu・Jiraiya" (チーム・ジライヤ)                       | 15. oktober 2015                   | Ikke vist i Danmark                |
| 435                                                   | 22                                 | "Yūsen Jun'i" (優先順位)                                  | 22. oktober 2015                   | Ikke vist i Danmark                |
| 436                                                   | 23                                 | "Kamen no Otoko" (仮面の男)                               | 5. november 2015                   | Ikke vist i Danmark                |
| 437                                                   | 24                                 | "Fūin Sareshi Chikara" (封印されし力)                     | 12. november 2015                  | Ikke vist i Danmark                |
| 438                                                   | 25                                 | "Okite ka, Nakama ka" (掟か、仲間か)                      | 19. november 2015                  | Ikke vist i Danmark                |
| 439                                                   | 26                                 | "Yogen no Ko" (予言の子)                                  | 26. november 2015                  | Ikke vist i Danmark                |
| 440                                                   | 27                                 | "Kago no Tori" (籠の鳥)                                   | 3. december 2015                   | Ikke vist i Danmark                |
| 441                                                   | 28                                 | "Kikan" (帰還)                                            | 10. december 2015                  | Ikke vist i Danmark                |
| 442                                                   | 29                                 | "Tagai no Michi" (互いの道)                               | 17. december 2015                  | Ikke vist i Danmark                |
| 443                                                   | 30                                 | "Chikara no Sa" (力の差)                                  | 24. december 2015                  | Ikke vist i Danmark                |
| 444                                                   | 31                                 | "Sato Nuke" (里抜け)                                      | 14. januar 2016                    | Ikke vist i Danmark                |
| 445                                                   | 32                                 | "Otte" (追手)                                             | 21. januar 2016                    | Ikke vist i Danmark                |
| 446                                                   | 33                                 | "Shōtotsu" (衝突)                                         | 28. januar 2016                    | Ikke vist i Danmark                |
| 447                                                   | 34                                 | "Mōhitotsu no Tsuki" (もう一つの月)                       | 4. februar 2016                    | Ikke vist i Danmark                |
| 448                                                   | 35                                 | "Nakama" (仲間)                                           | 11. februar 2016                   | Ikke vist i Danmark                |
| 449                                                   | 36                                 | "Shinobitachi no Kyōen" (忍達の共演)                      | 18. februar 2016                   | Ikke vist i Danmark                |
| 450                                                   | 37                                 | "Raibaru" (好敵手)                                        | 25. februar 2016                   | Ikke vist i Danmark                |
| Itachi Shinden: Book of Light and Darkness            |                                    |                                                           |                                    |                                    |
| 451                                                   | 38                                 | "Umareru Inochi, Shinu Inochi" (生まれる命、死ぬ命)       | 3. marts 2016                      | Ikke vist i Danmark                |
| 452                                                   | 39                                 | "Isai" (異才)                                             | 10. marts 2016                     | Ikke vist i Danmark                |
| 453                                                   | 40                                 | "Inochi no Itami" (命の痛み)                              | 17. marts 2016                     | Ikke vist i Danmark                |
| 454                                                   | 41                                 | "Shisui no Irai" (シスイの依頼)                           | 24. marts 2016                     | Ikke vist i Danmark                |
| 455                                                   | 42                                 | "Tsukiyo" (月夜)                                          | 7. april 2016                      | Ikke vist i Danmark                |
| 456                                                   | 43                                 | "Akatsuki no Yami" (暁の闇)                               | 14. april 2016                     | Ikke vist i Danmark                |
| 457                                                   | 44                                 | "Aibō" (相棒)                                             | 21. april 2016                     | Ikke vist i Danmark                |
| 458                                                   | 45                                 | "Makoto" (真)                                             | 28. april 2016                     | Ikke vist i Danmark                |

## Sæson 21 (2016)
| Nr. i serie                                            | Nr. i sæson                                            | Dansk titel Japansk titel                              | Japansk visning                                        | Dansk visning                                          |
| The Origins of Ninshū: The Two Souls, Indra and Ashura | The Origins of Ninshū: The Two Souls, Indra and Ashura | The Origins of Ninshū: The Two Souls, Indra and Ashura | The Origins of Ninshū: The Two Souls, Indra and Ashura | The Origins of Ninshū: The Two Souls, Indra and Ashura |
| ------------------------------------------------------ | ------------------------------------------------------ | ------------------------------------------------------ | ------------------------------------------------------ | ------------------------------------------------------ |
| 459                                                    | 1                                                      | "Hajimari no Mono" (はじまりのもの)                    | 5. maj 2016                                            | Ikke vist i Danmark                                    |
| 460                                                    | 2                                                      | "Ōtsutsuki Kaguya" (大筒木カグヤ)                      | 12. maj 2016                                           | Ikke vist i Danmark                                    |
| 461                                                    | 3                                                      | "Hagoromo to Hamura" (ハゴロモとハムラ)                | 19. maj 2016                                           | Ikke vist i Danmark                                    |
| 462                                                    | 4                                                      | "Tsukurareta Kako" (造られた過去)                      | 26. maj 2016                                           | Ikke vist i Danmark                                    |
| 463                                                    | 5                                                      | "Igai-sei Nanbāwan!" (意外性ナンバーワン!)             | 2. juni 2016                                           | Ikke vist i Danmark                                    |
| 464                                                    | 6                                                      | "Ninshū" (忍宗)                                        | 9. juni 2016                                           | Ikke vist i Danmark                                    |
| 465                                                    | 7                                                      | "Ashura to Indora" (アシュラとインドラ)                | 16. juni 2016                                          | Ikke vist i Danmark                                    |
| 466                                                    | 8                                                      | "Shiren no Tabi" (試練の旅)                            | 30. juni 2016                                          | Ikke vist i Danmark                                    |
| 467                                                    | 9                                                      | "Ashura no Ketsui" (アシュラの決意)                    | 7. juli 2016                                           | Ikke vist i Danmark                                    |
| 468                                                    | 10                                                     | "Kōkeisha" (後継者)                                    | 21. juli 2016                                          | Ikke vist i Danmark                                    |
| Standalone side story                                  |                                                        |                                                        |                                                        |                                                        |
| 469                                                    | 11                                                     | "Tokubetsu Ninmu" (特別任務)                           | 28. juli 2016                                          | Ikke vist i Danmark                                    |
| The Chapter of Naruto and Sasuke                       |                                                        |                                                        |                                                        |                                                        |
| 470                                                    | 12                                                     | "Tsunagaru Omoi" (繋がる想い)                          | 4. august 2016                                         | Ikke vist i Danmark                                    |
| 471                                                    | 13                                                     | "Futari o Chanto" (二人をちゃんと)                     | 11. august 2016                                        | Ikke vist i Danmark                                    |
| 472                                                    | 14                                                     | "Omae wa Kanarazu" (お前は必ず)                        | 18. august 2016                                        | Ikke vist i Danmark                                    |
| 473                                                    | 15                                                     | "Sharingan, Futatabi" (写輪眼、再び)                   | 25. august 2016                                        | Ikke vist i Danmark                                    |
| 474                                                    | 16                                                     | "Omedetō" (おめでとう)                                 | 1. september 2016                                      | Ikke vist i Danmark                                    |
| 475                                                    | 17                                                     | "Shūmatsu no Tani" (終末の谷)                          | 8. september 2016                                      | Ikke vist i Danmark                                    |
| 476                                                    | 18                                                     | "Saigo no Tatakai" (最後の戦い)                        | 29. september 2016                                     | Ikke vist i Danmark                                    |
| 477                                                    | 19                                                     | "Naruto to Sasuke" (ナルトとサスケ)                    | 29. september 2016                                     | Ikke vist i Danmark                                    |
| 478                                                    | 20                                                     | "Wakai no In" (和解の印)                               | 6. oktober 2016                                        | Ikke vist i Danmark                                    |
| 479                                                    | 21                                                     | "Uzumaki Naruto!!" (うずまきナルト！！)                | 13. oktober 2016                                       | Ikke vist i Danmark                                    |

## Sæson 22 (2016–17)
| Nr. i serie                                          | Nr. i sæson    | Dansk titel Japansk titel                    | Japansk visning   | Dansk visning       |
| Nostalgic Days                                       | Nostalgic Days | Nostalgic Days                               | Nostalgic Days    | Nostalgic Days      |
| ---------------------------------------------------- | -------------- | -------------------------------------------- | ----------------- | ------------------- |
| 480                                                  | 1              | (NARUTO・HINATA)                             | 20. oktober 2016  | Ikke vist i Danmark |
| 481                                                  | 2              | (SASUKE・SAKURA)                             | 27. oktober 2016  | Ikke vist i Danmark |
| 482                                                  | 3              | (GAARA・SHIKAMARU)                           | 3. november 2016  | Ikke vist i Danmark |
| 483                                                  | 4              | (JIRAIYA・KAKASHI)                           | 10. november 2016 | Ikke vist i Danmark |
| Sasuke Shinden: Book of Sunrise                      |                |                                              |                   |                     |
| 484                                                  | 5              | "Kibaku Ningen" (起爆人間)                   | 1. december 2016  | Ikke vist i Danmark |
| 485                                                  | 6              | "Koroshiamu" (闘技場)                        | 8. december 2016  | Ikke vist i Danmark |
| 486                                                  | 7              | "Fūshin" (風心)                              | 15. december 2016 | Ikke vist i Danmark |
| 487                                                  | 8              | "Ketsuryūgan" (血龍眼)                       | 22. december 2016 | Ikke vist i Danmark |
| 488                                                  | 9              | "Saigo no Hitori" (最後の一人)               | 5. januar 2017    | Ikke vist i Danmark |
| Shikamaru Hiden: A Cloud Drifting in Silent Darkness |                |                                              |                   |                     |
| 489                                                  | 10             | "Fūun" (風雲)                                | 12. januar 2017   | Ikke vist i Danmark |
| 490                                                  | 11             | "An'un" (暗雲)                               | 19. januar 2017   | Ikke vist i Danmark |
| 491                                                  | 12             | "Yamikumo" (闇雲)                            | 26. januar 2017   | Ikke vist i Danmark |
| 492                                                  | 13             | "Giun" (疑雲)                                | 2. februar 2017   | Ikke vist i Danmark |
| 493                                                  | 14             | "Shinonome" (東雲)                           | 9. februar 2017   | Ikke vist i Danmark |
| Konoha Hiden: The Perfect Day for a Wedding          |                |                                              |                   |                     |
| 494                                                  | 15             | "Naruto no Kekkon" (ナルトの結婚)            | 16. februar 2017  | Ikke vist i Danmark |
| 495                                                  | 16             | "Furu-Pawā Kekkon Iwai" (フルパワー結婚祝い) | 16. februar 2017  | Ikke vist i Danmark |
| 496                                                  | 17             | "Yukemuri to Hyōrōgan" (湯けむりと兵糧丸)    | 23. februar 2017  | Ikke vist i Danmark |
| 497                                                  | 18             | "Kazekage no Oiwai" (風影の御祝)             | 2. marts 2017     | Ikke vist i Danmark |
| 498                                                  | 19             | "Saigo no Ninmu" (最後の任務)                | 9. marts 2017     | Ikke vist i Danmark |
| 499                                                  | 20             | "Gokuhi Ninmu no Yukue" (極秘任務の行方)     | 16. marts 2017    | Ikke vist i Danmark |
| 500                                                  | 21             | "Iwai no Kotoba" (祝いの言葉)                | 23. marts 2017    | Ikke vist i Danmark |